# Leberecht Uhlich
Johann Jacob Markus Leberecht Uhlich, usuellement Leberecht Uhlich (né le 27 février 1799 à  Köthen et mort le 23 mars 1872 à Magdebourg) est un théologien allemand, fondateur des amis de la Lumière et religieux humaniste.

## Biographie

### Jeunesse et études
Leberecht est le fils d'un couple de tailleur. Son père est Johann Christlieb Leberecht Uhlich et sa mère Maria Elisabeth Heitmann. Il fréquente tout d'abord l'école communale. Le travail de ses parents pour la famille noble Pfister lui permet d'avoir un aperçu des plus hautes classes. Il lit Emmanuel Kant. Un dissertation sur le sujet « Sur la différence entre le catholicisme et le protestantisme », montre l'influence que le rationalisme a sur sa pensée. À partir de mai 1817, il étudie la théologie à l'université de Halle, qu'il a choisi en raison du rationalisme théologique qui y est enseigné. Parmi ses professeurs on compte Julius August Ludwig Wegscheider (de), Wilhelm Gesenius et August Hermann Niemeyer.

### Prêtre à Diebzig et Pömmelte

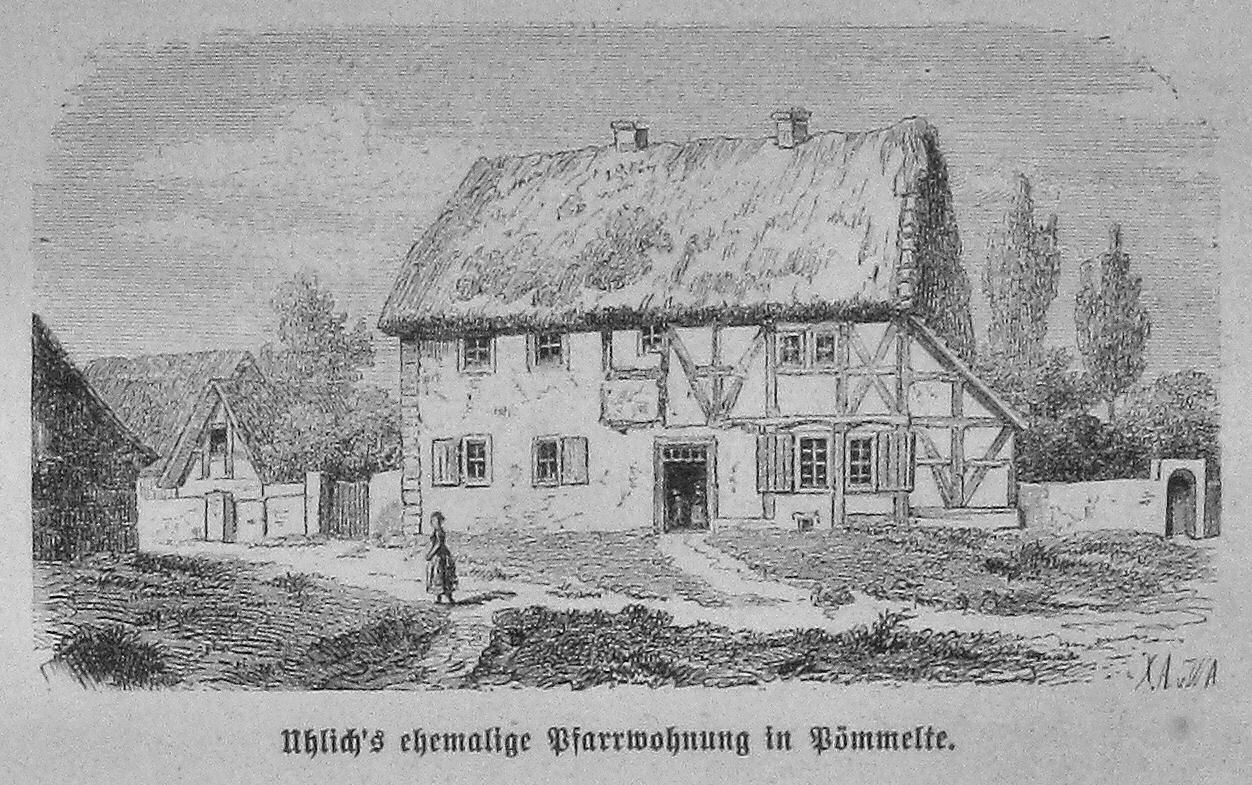
Maison à Pömmelte, extrait de Die Gartenlaube de 1873

Il retourne ensuite dans sa ville natale et y devient enseignant de 1820 à 1824. Il obtient alors un poste de prêtre à Diebzig. Quand Frédéric-Ferdinand d'Anhalt-Köthen décide de reconvertir le duché au catholicisme, Leberecht Uhlich réaffirme son attachement au protestantisme. Sachant avoir compromis ses chances de promotion, il décide d'entrer dans l'Église des campagnes et devient prêtre à Pömmelte en 1827. Il y est apprécié pour ses offices, son engagement le fait passer pour un piétiste. 
Sa femme y donne aussi naissance à une fille : Clara Wilhelmine Uhlich, qui devient plus tard écrivain et féministe.

### Fondation des amis de la lumière
Son attachement à la rationalité, le fait s'opposer au piétisme. Après la dispute des images de Magdebourg (de), à la suite de laquelle le prêtre Wilhelm Franz Sintenis (de) subit de fortes mesures disciplinaires, Uhlich fonde le 29 juin 1841 à Gnadau l'association des amis protestants, qui est désigné plus couramment comme les amis de la lumière. Au départ constituée de quinze prêtres, cette association d'opposition gagne rapidement en influence parmi les croyants et se transforme en mouvement de masse. Sous l'impulsion d'Uhlich, de nombreuses associations des amis de la lumière sont créées en Prusse et en Saxe principalement. Il publie également le journal de l'association, le journal pour l'édification chrétienne, à partir de 1842.
Peu avant la révolution de mars, l'association devient de plus en plus politique. Gustav Adolf Wislicenus (de) crée ainsi une section politique démocratico-actionniste. Bien qu'Uhlich ait des réticences, ayant peur de la répression, il se joint à Wislicenus. On lui reproche dès lors dans différents tracts d'être un traître au christianisme. Uhlich se défend dans son libre Bekenntnisse, aveux, en 1845. Il y présente ses idées à la fois libérales et rationalistes. Cette œuvre est fortement débattue lors du synode provincial de l'Église protestante de 1844 et dans celui national de 1846. 
Ces débats donnent encore plus d'aura au mouvement. En 1845, Uhlich parle déjà devant plusieurs milliers d'auditeurs. Le 10 août 1845, l'association est interdite en Prusse.

### Prêtre à Magdebourg
Les partisans des amis de la lumière à Magdebourg parviennent alors à imposer Uhlich pour le poste de prêtre dans l'église Sainte Catherine alors vacant. Il prend ses nouvelles fonctions le 1er octobre 1845 et utilise cette tribune pour critiquer la politique religieuse et plus généralement le système prussien. Ses offices rencontrent un grand écho, et l'église n'est souvent pas assez grande pour accueillir tous ses partisans.

### Idées
Les visions rationalistes d'Uhlich sont en partie en contradiction avec la doctrine officielle de l'Église. Ainsi, il ne croit pas à la rédemption par la mort de Jésus, il ne croit pas non plus à sa déité. Par ailleurs, il cherche à expliquer les miracles du Nouveau Testament par des phénomènes naturels.

#### Interdiction de prêcher
Comme à Pömmelte, Uhlich organise à partir d'octobre 1846, des réunions du soir avec ses partisans. À cause des tendances oppositionnelles de ces rencontres, elles sont interdites par l'État dès le 20 décembre 1846. Toutefois, l'interdit est rapidement levé à la condition ne pas y discuter de la politique de l'Église. Uhlich ne souhaite pas se laisser dicter sa conduite, et se met à mépriser la liturgie. Le conflit qui l'oppose au consistoire et à son président Carl Friedrich Göschel (de) s'en trouve amplifié. Fin 1846, la direction de l'Église décide d'agir contre Uhlich et ouvre une enquête disciplinaire. On demande à Uhlich de présenter ses points de vue divergents de la liturgie officielle. Ce n'est qu'après plusieurs relances qu'Uhlich s'exécute. Son homélie de la Pâques 1847 est particulièrement importante. Il y déclare que la mort de Jésus, n'a été que feinte. Il est finalement démis de ses fonctions le 13 septembre 1847 pour manquement grave au règlement de l'Église. Comme il compte de nombreux partisans, la décision tombe alors qu'il est absent de Magdebourg. Quand il retourne dans la ville, il est accueilli par environ 10 000 personnes à la gare et est accompagné jusqu'à son logement. Les conseillers municipaux libéraux demandent à ce qu'on lui remette la citoyenneté d'honneur de la ville. Le maire August Wilhelm Francke rejette cependant cette requête. Le doyen de l'église, le conseil municipal et le magistrat de la ville envoie au roi Frédéric-Guillaume IV une lettre afin de lever l'interdit, en vain. Le roi a en effet lui-même jouer un rôle dans cette décision.

#### Paroisse libre de Magdebourg
Après la réception de la réponse royale le 29 novembre 1847, 112 personnes quittent simultanément l'Église protestante prussienne. Ils fondent la « Paroisse libre de Magdebourg » et proposent à Uhlich de devenir leur meneur, ce qu'il accepte en quittant également l'Église. Début 1848, le groupe compte déjà 8 000 membres. Il s'agit alors de la plus grande paroisse libre d'Allemagne. Le président du consistoire Carl Friedrich Göschel et le président de la police Ludwig von Kamptz reçoivent des pressions étatiques et religieuses afin d'agir contre la paroisse. Cela divise particulièrement la ville. Le 15 et 16 mars, la révolution éclate à Magdebourg.

### Symbole de la révolution de mars
Le père Uhlich est considéré dans la région comme une figure de la révolution. Le 18 mars, il est fait citoyen d'honneur de Magdebourg. Haldensleben en fait de même. Il est élu à l'assemblée nationale prussienne dans la circonscription de cette dernière ville. Il y soutient une monarchie constitutionnelle teintée de démocratie, et siège au centre gauche. S'il souhaite des réformes politiques et sociales importantes, il rejette toute forme d'actions violentes.
Après la dissolution du parlement, il retourne à Magdebourg. Avec d'autres membres de la paroisse libre, il rejoint l'« association pour la défense des droits des peuples » fondée pour lutter contre la contre-révolution.

### Après l'échec de la révolution
La paroisse libre s'est radicalisée sous l'influence de son deuxième meneur Heinrich Sachse. Ulrich croit de son côté de moins en moins en un dieu et en l'immortalité. Il représente une religion de l'humanité.
Après l'échec de la révolution, Uhlich collecte de l'argent afin de soutenir ceux exilés en Suisse. Durant la répression qui suit, la paroisse et Uhlich doivent suspendre leurs activités. Ulrich est poursuivi dans plusieurs procès. Dans celui pour lèse-majesté, il est acquitté. S'ensuivent quinze autres procès où il est condamné à des peines pécuniaires et d'emprisonnement.
Uhlich soutient à titre privé la paroisse libre, grâce à un héritage qu'il vient de recevoir, afin de lui construire un siège. La paroisse est cependant interdite en 1856. Elle est fondée de nouveau en 1859, mais n'a plus l'importance d'avant 1848. En 1861, elle compte 1 090 membres.
Leberecht Uhlich s'investit pour la création d'une union des paroisses libres d'Allemagne. Appauvri, il reste populaire et est invité dans différentes conférences en Europe. Il rédige divers mémoires à vocations pédagogiques et religieuses. Il s'implique dans la fondation d'associations pour l'éducation des ouvriers. Il est ainsi président depuis 1867 de l'association Germania. 
Il meurt en 1872 après une courte maladie. Il est enterré au cimetière nord de Magdebourg. La ville a nommé une rue à son nom.

## Œuvre (sélection)
- (de) Bekenntnisse, 1845
- (de) Zehn Jahre in Magdeburg 1845–1855, 1855
- (de) Handbüchlein der freien Religion, 1859
- (de) Briefe über freie Religion, Cologne, 1865 (lire en ligne)
- (de) Sein Leben von ihm selbst beschrieben, 1872

## Citations
1. ↑  « Über den Unterschied des Katholizismus und Protestantismus »
2. ↑  « Verein der Protestantischen Freunde »
3. ↑  « Blätter für christliche Erbauung »
4. ↑  « Freie Gemeinde Magdeburg »
5. ↑  « Verein zur Wahrung der Volksrechte »